# 联合犹太社会主义工人党

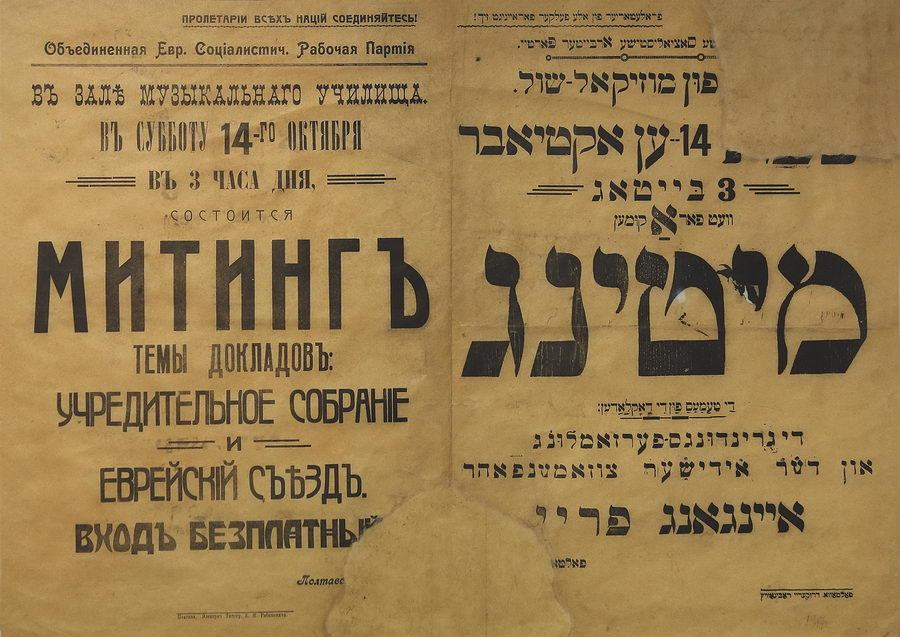
一张俄语-意第绪语海报，宣布联合犹太社会主义工人党将于1917年10月27日（旧历10月14日）举行会议，讨论即将到来的立宪会议选举。

联合犹太社会主义工人党（羅馬化：fareynikte yidishe sotsialistishe arbeter-partey），通称联合（פֿאַראײניקטע，Fareynikte），是东欧历史上的一个犹太人社会主义政党。
1917年7月17日，该党在波兰成立，由锡安主义社会主义工人党和犹太社会主义工人党合并而成。在联合大会上，该党制定了一项协议，声明“‘联合’将为俄罗斯犹太民族争取民族自治，并在解决犹太问题的最终方案上，认同地方主义”。该党在部分知识分子、中产阶级中得到极其有限的支持。该党支持俄国临时政府，但也有成员反对与资产阶级联合，并与布尔什维克进行实质上的合作。
1917年十月革命后，该党部分成员公开反对布尔什维克，并积极参与各地的武装冲突。另一些成员则接受共产主义理念，于1919年春与崩得左翼合并为联合犹太共产主义工人党；同年秋，并入乌克兰共产党（布尔什维克）。在白俄罗斯，该党左翼加入犹太共产党（后来，改名为“共产主义崩得”）。在波兰，该党的一些异见者加入波兰共产党；余下的党组织改名为犹太社会主义工人党“联合”，1922年，并入独立社会主义劳动党。